# Liste der Biografien/Gok
Liste der Biografien |
Portal Biografien |
Personensuche
# |
A |
B |
C |
D |
E |
F |
G |
H |
I |
J |
K |
L |
M |
N |
O |
P |
Q |
R |
S |
T |
U |
V |
W |
X |
Y |
Z |
?
 
Ga |
Gb |
Gc |
Gd |
Ge |
Gf |
Gh |
Gi |
Gj |
Gk |
Gl |
Gm |
Gn |
Go |
Gp |
Gq |
Gr |
Gs |
Gu |
Gv |
Gw |
Gy |
Gz
 
Goa |
Gob |
Goc |
God |
Goe |
Gof |
Gog |
Goh |
Goi |
Goj |
Gok |
Gol |
Gom |
Gon |
Goo |
Gop |
Gor |
Gos |
Got |
Gou |
Gov |
Gow |
Goy |
Goz
Die Liste der Biografien führt alle Personen auf, die in der deutschsprachigen Wikipedia einen Artikel haben. Dieses ist eine Teilliste mit 79 Einträgen von Personen, deren Namen mit den Buchstaben „Gok“ beginnt.

## Gok
- Gök, Cahit (* 1981), türkischer Schauspieler
- Gok, Carl Gottfried (1869–1945), deutscher Geschäftsmann, Politiker (DNVP), MdR
- Gök, Dilaver (* 1965), deutsch-türkischer Schauspieler, Autor und Theatergründer
- Gök, Egehan (* 2000), türkischer Fußballspieler
- Gok, Johanna Christiana (1748–1828), Mutter und Vormund Friedrich Hölderlins
- Gok, Karl (1776–1849), deutscher Autor und Verwaltungsbeamter

### Goka
- Gökay, Emre (* 2006), türkischer Fußballspieler
- Gökay, Fahrettin Kerim (1900–1987), türkischer Mediziner und Politiker

### Gokb
- Gökbakar, Şahan (* 1980), türkischer Komiker, Schauspieler, Moderator und Drehbuchautor
- Gökbakar, Togan (* 1984), türkischer Regisseur und Drehbuchautor

### Gokc
- Gökçe (* 1979), türkische Popmusikerin
- Gökçe, Adem (* 1982), türkischer Fußballspieler
- Gökce, Bilal (* 1983), deutscher Physiker, Maschinenbauingenieur und Hochschullehrer
- Gökçe, Hüseyin (* 1954), türkischer Autor
- Gökçe, Nusret (* 1983), kurdisch-türkischer Fleischer, Koch und GastronomNusret Gökçe (* 1983)

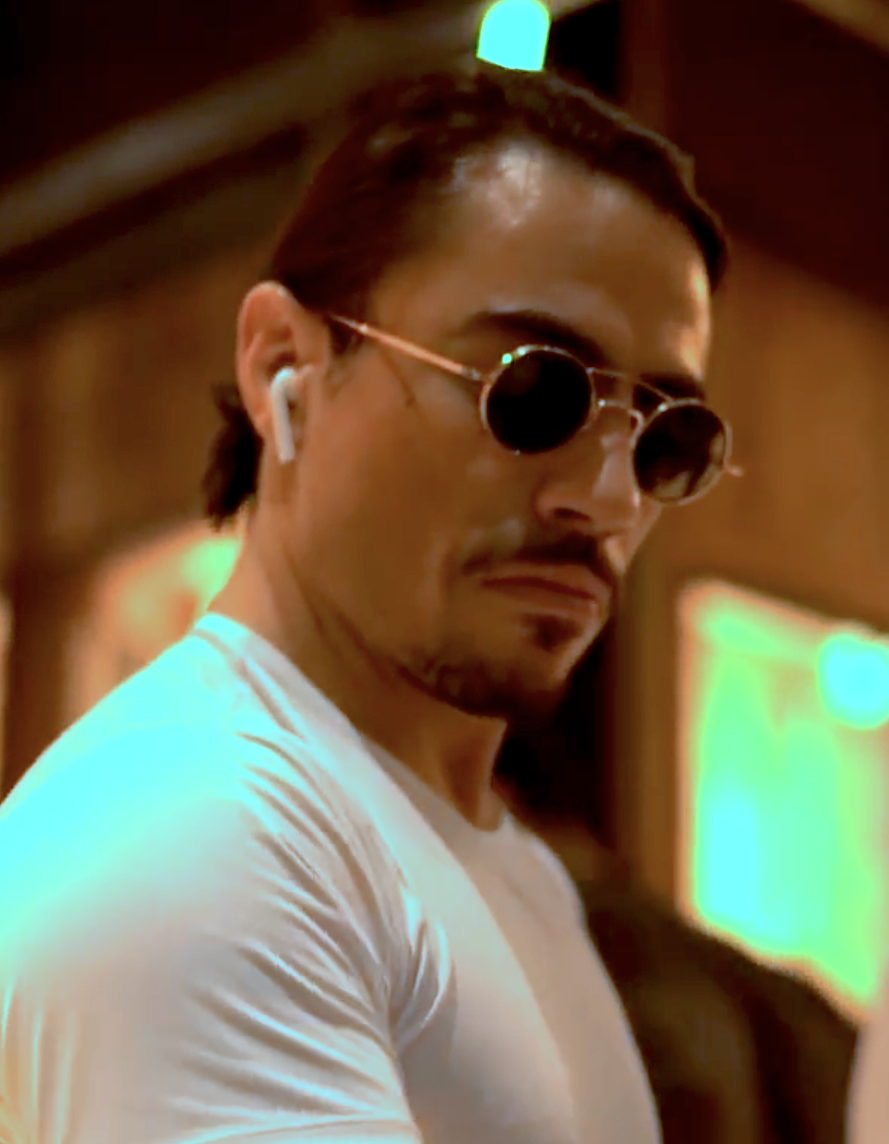
Nusret Gökçe (* 1983)

- Gökçe, Oğulcan (* 1992), türkischer Fußballspieler
- Gökçe, Ömer Faruk (* 1962), türkischer Fußballspieler
- Gökçebağ, Şakir (* 1965), türkischer bildender Künstler
- Gökçek, Hakan (* 1993), österreichischer Fußballspieler
- Gökçek, Melih (* 1948), türkischer Politiker und Bürgermeister von Ankara
- Gökçen, Erdoğan (* 1934), türkischer Fußballspieler
- Gökçen, İsmet (* 2001), türkischer Eishockeyspieler
- Gökçen, Sabiha (1913–2001), türkische KampfpilotinSabiha Gökçen (1913–2001)

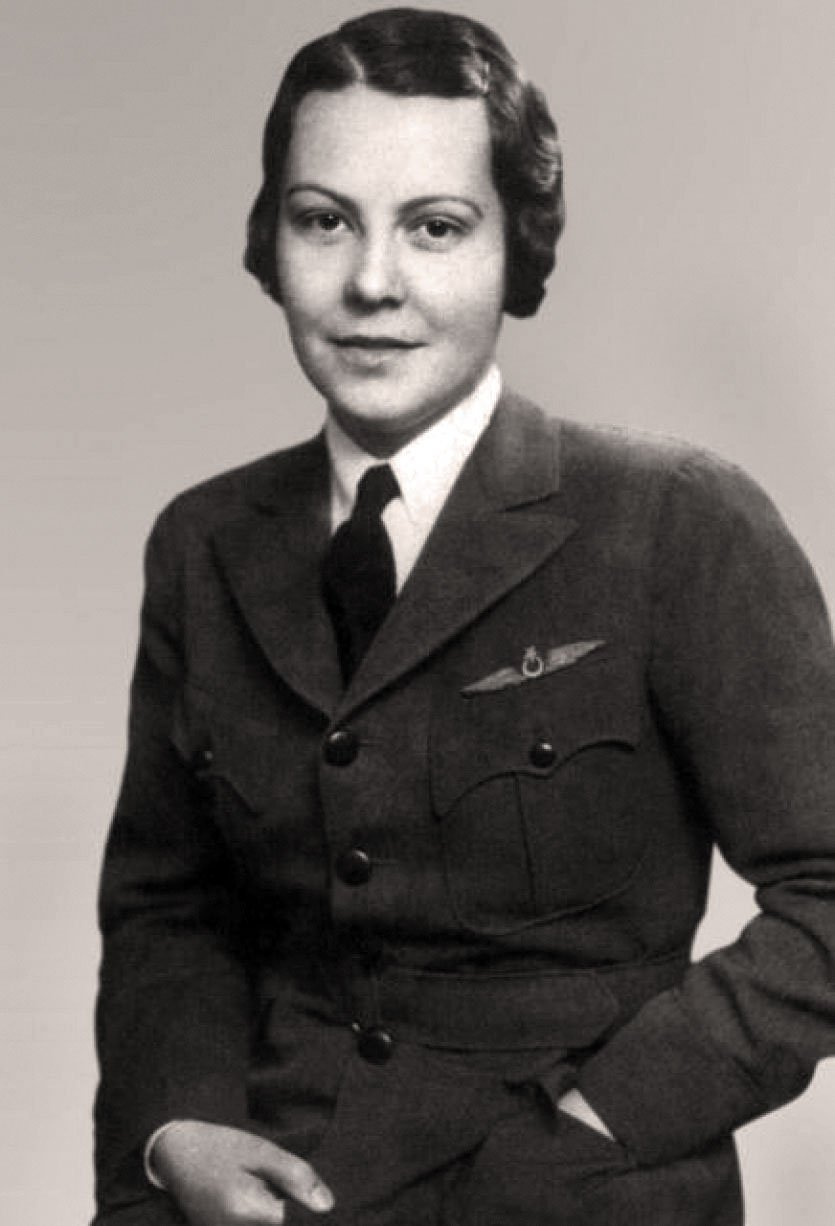
Sabiha Gökçen (1913–2001)

- Gökçen, Servet (* 1986), türkischer Fußballspieler

### Gokd
- Gökdel, Yılmaz (1940–2019), türkischer Fußballspieler
- Gökdemir, Ali (* 1991), deutsch-aserbaidschanischer Fußballspieler
- Gökdemir, Nazan (* 1980), deutsche Journalistin und Fernsehmoderatorin
- Gökdere, Niyazi (1938–1999), türkischer Schauspieler
- Gökdoğan, Nüzhet (1910–2003), türkische Astrophysikerin

### Goke
- Göke, Bernd, deutscher Sänger
- Göke, Burkhard (* 1956), deutscher Internist, Vorstandsvorsitzender der Universitätsklinik Hamburg-Eppendorf
- Göke, Christian (* 1965), deutscher Manager
- Gōke, Yūta (* 1999), japanischer Fußballspieler
- Gökeler, Bernd (* 1968), deutscher Träger des Bundesverdienstkreuzes am Bande
- Gökelmann, Dietrich (* 1954), deutscher Verwaltungsbeamter
- Göker, Mehmet (* 1979), deutsch-türkischer Unternehmer
- Göker, Samet (* 1994), türkischer Fußballspieler
- Göker, Turhan (1930–2022), türkischer Leichtathlet
- Gokey, Danny (* 1980), US-amerikanischer Sänger christlicher Popmusik

### Gokg
- Gökgöl, Demir (1937–2012), türkischer Schauspieler

### Gokh
- Gokhale, Gopal Krishna (1866–1915), Autor und Führungsfigur der indischen Unabhängigkeitsbewegung
- Gokhale, Namita (* 1956), indische Schriftstellerin, Herausgeberin, Festival-Direktorin and Verlegerin
- Gokhale, Sayali (* 1987), indische Badmintonspielerin
- Gokhale, Vijay Keshav (* 1959), indischer Diplomat
- Gökhan, Zeki (* 1956), deutsch-türkischer Politiker (Die Linke), MdB
- Gokhberg, Maxim (* 1996), israelischer Eishockeytorwart
- Gokhool, Dharam (* 1949), mauritischer Politiker, Präsident von MauritiusDharam Gokhool (* 1949)

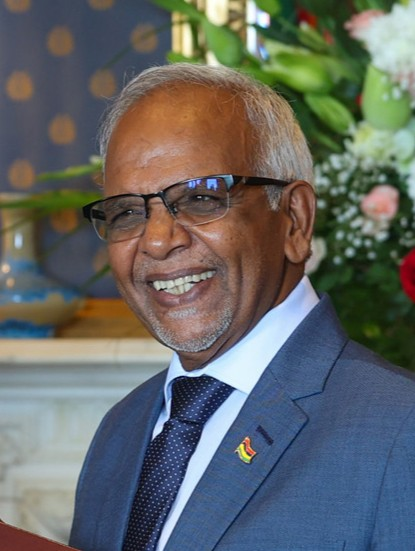
Dharam Gokhool (* 1949)

### Goki
- Gokieli, Elene (1918–1992), sowjetisch-georgische Hürdenläuferin und Sprinterin

### Gokk
- Gokkes, Sim (1897–1943), niederländischer Komponist

### Gokm
- Gökmen, Mert (* 1995), deutscher R&B-Sänger und -Songschreiber

### Goko
- Gōko, Kiyoshi (1882–1961), japanischer
- Gökoğlan, Yiğit (* 1989), türkischer Fußballspieler
- Gökoğlu, Sevan (1982–2019), deutscher Keyboarder, Komponist und Musikproduzent

### Goks
- Göksan, Emin (1927–2007), türkischer Admiral
- Göksel (* 1971), türkische SängerinGöksel (* 1971)

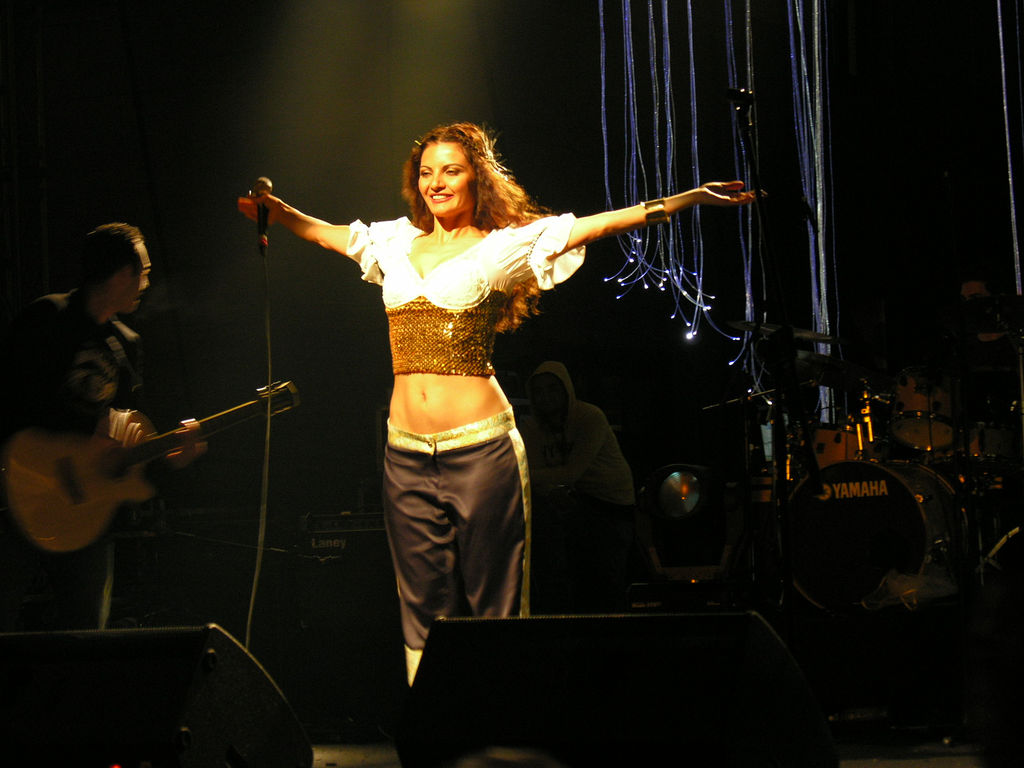
Göksel (* 1971)

- Göksel, Burak (* 1991), türkischer Fußballspieler
- Göksel, Ömür (* 1942), türkischer Jazz- und Popsänger
- Gökseloğlu, İsmet (* 1994), türkischer Fußballspieler
- Göksever, Müşerref (* 1989), türkische Schauspielerin
- Göksu, A. Erol (* 1957), türkischer Buchautor und Liederschreiber
- Göksu, Hüseyin (* 1946), türkischer Generalleutnant und Manager
- Göksu, Ömer Can (* 1968), türkischer Fußballspieler
- Göksu, Rıfat Orhan (1901–1988), türkischer Jurist, Vizepräsident des Verfassungsgerichts (1965–1966)
- Göksu, Serkan (* 1993), türkischer Fußballspieler
- Göksu, Yaşam (* 1995), türkische Fußballspielerin
- Göksu, Yeter (* 1943), türkische Strahlenphysikerin
- Göksun, Leyla (* 1983), türkische Schauspielerin

### Gokt
- Göktan, Berkant (* 1980), türkisch-deutscher FußballspielerBerkant Göktan (* 1980)

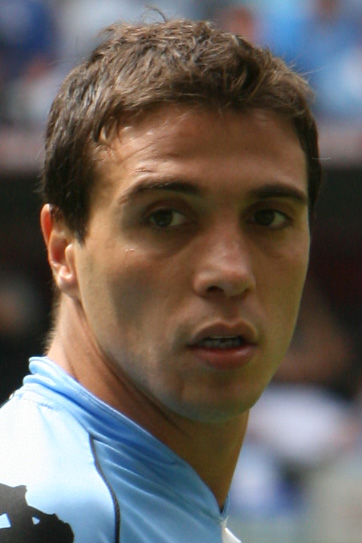
Berkant Göktan (* 1980)

- Göktan, Naz (* 1990), türkische Schauspielerin
- Göktan, Osman (* 1933), türkischer Fußballspieler und -trainer
- Göktaş, İhsan Uğur (* 1994), türkischer Fußballspieler
- Göktepe, Metin (1969–1996), türkischer Journalist
- Göktulga, Kadri (1904–1973), türkischer Fußballspieler und -funktionär
- Göktürk, Deniz (* 1963), deutsche Germanistin, Essayistin und literarische Übersetzerin
- Göktürk, Pia Angela (1927–2020), deutsche Sozial- und Sprachwissenschaftlerin

### Goku
- Gokum, Michael Gobal (* 1964), nigerianischer Geistlicher, römisch-katholischer Bischof von Pankshin
- Gōkura, Senjin (1892–1975), japanischer Maler der Nihonga-Richtung

### Goky
- Gökyıldız, Beren (* 2009), türkische Kinderdarstellerin
- Gokyū, Shō (* 1983), japanischer Fußballspieler